# Amaël Moinard
Amaël Moinard (ur. 2 lutego 1982 w Cherbourgu) – francuski kolarz jeżdżący w barwach drużyny Fortuneo–Samsic. Jego poprzednia drużyną był Cofidis. Z tym zespołem był związany od 2005 roku, czyli od początku swojej zawodowej kariery do 2010 roku.
Podczas Tour de France 2008 po 11. etapie z Lannemezan do Foix Moinard został uznany najbardziej walecznym zawodnikiem tego etapu.

## Osiągnięcia
2006
- 8. miejsce w Tour de l’Avenir

2007
- 1. miejsce na 3. etapie Route du Sud

2008
- 15. miejsce w Tour de France

2010
- 1. miejsce na 7. etapie Paryż-Nicea

2014
- 3. miejsce w Tour du Haut Var